# Нова Весь-Нехановська
Нова Весь-Нехановська (пол. Nowa Wieś Niechanowska) — село в Польщі, у гміні Неханово Гнезненського повіту Великопольського воєводства.
Населення — 71 особа (2011).
У 1975-1998 роках село належало до Познанського воєводства.

## Демографія
Демографічна структура станом на 31 березня 2011 року:
|          | Загалом | Допрацездатний вік | Працездатний вік | Постпрацездатний вік |
| -------- | ------- | ------------------ | ---------------- | -------------------- |
| Чоловіки | 31      | 11                 | 16               | 4                    |
| Жінки    | 40      | 8                  | 21               | 11                   |
| Разом    | 71      | 19                 | 37               | 15                   |